# Миксоварвары
Миксова́рвары (греч. μιξοβάρβαροι, также семива́рвары, лат. semibarbari) — этнографический термин, согласно Гесихию Александрийскому, обозначавший народы, не являвшиеся ни варварами, ни эллинами, но обладавшие чертами обеих групп. Впервые используется в работах Еврипида и Платона как обозначение неафинских греков, Ксенофонт называл миксоварварами греков, заключивших договоры с Афинами. Римляне употребляли этот термин по отношению к народам, населяющим границы Ойкумены и заключившим договоры с императором.
Византийские авторы XI—XII веков, например, Михаил Атталиат и Анна Комнина, называли миксоварварами жителей Дуная, говоривших на нескольких языках, к примеру, скифском и печенежском. В трудах болгарских и византийских учёных термин употреблялся в отношении болгар и валахов, перенявших образ жизни коренного населения подконтрольных Болгарии или Византии земель либо вступивших с его представителями в браки.